# 商工組合中央金庫
株式会社商工組合中央金庫（しょうこうくみあいちゅうおうきんこ、英: The Shoko Chukin Bank, Ltd.）は、特別法（株式会社商工組合中央金庫法）に基づく特殊会社で、日本の政策金融機関。1936年（昭和11年）設立。略称は商工中金。

## 概要
政府と民間団体が共同で出資する唯一の政府系金融機関。他の政府系機関に比して民間金融に近い性質を持つとされ、多くの政府系金融機関が融資のみに特化した機能を持つなか、預金の受け入れ、債券の発行、国際為替、手形を通じた短期金融など、｢幅広い総合金融サービス｣を行っている。
後述する通り、信用格付けは高い水準を維持している。日系格付機関は、AAクラスの評価としており、その理由としては、メガバンクと比較すれば資産の質が見劣りすることなどを挙げている。ただし、1936年（昭和11年）に設立されて以来89年にわたって（2025年時点で）、政府からの赤字補填を受けた経験はない。
当初は旧商工組合中央金庫法に基づき、政府や中小企業団体が出資する協同組織金融機関として設立され、それら所属団体に対する貸付け、債務保証等を業務としてきたが、2008年（平成20年）に株式会社化された。株式会社化された当初では、遅くとも2015年（平成27年）までに全ての政府保有株式を処分し、完全民営化される予定であったが、2009年（平成21年）6月19日に公布・即日施行された中小企業者及び中堅事業者等に対する資金供給の円滑化を図るための株式会社商工組合中央金庫法等の一部を改正する法律（平成21年法律第54号）による改正において、2011年度末を目途に、政府保有株式の処分の在り方および商工中金に対する国の関与の在り方について検討を加え、その検討結果に基づく措置が講じられるまでは政府保有株式の処分は行われないことになった。
2017年（平成25年）1月に国の制度融資の不正利用が発覚。国の緊急対応危機融資の数値を上積みするために職員が、融資先の業績を悪く見せかける事により、国の制度融資要件をクリアーしていた。同年5月9日、経済産業省･財務省･金融庁が商工中金法に基づき業務改善命令を発令（4月25日発表時の不適切融資は198億円）。その後の自主調査により、こうした不正がほぼ全店で実施されていたことが、10月に明らかになっている。2018年（平成30年）3月には、地方自治体制度融資においても同様の不正が発覚したほか、「中小企業月次景況観測」において本来聴取すべき項目を調査しないなどの手抜きやごまかしも確認された。これを受けて「中小企業月次景況観測」は中止されることになった。

### 中小企業金融
主として中小企業金融の円滑化を目的として、預金の受け入れ、資金の移動や貸し付け、手形取引その他の「株式会社商工組合中央金庫法」で規定する業務を行っている。融資の対象は、商工中金に出資する中小企業団体の構成員などに限定されている。また、かつて長期信用銀行であったSBI新生銀行・あおぞら銀行とともに、｢長信銀･商中キャッシュサービス｣（LONGS）のほか、セブン銀行ATMとの提携も実施している。

### 営業地域
全ての都道府県に最低1か所は拠点を持つ。店舗数は国内100か所（出張所・営業所含む）。アメリカ合衆国（ニューヨーク市）に海外支店を、中華人民共和国（香港・上海）及びタイ王国（バンコク）にそれぞれ一か所ずつ駐在員事務所を開設している。

## 特徴的な業務
政府系金融機関が一般的に行う融資に加えて、預金、債券、各種経営情報の提供、国際業務など、幅広く業務を展開している。そのほか、小切手法上銀行と同視の扱いをうけるほか、手形割引などを通じた短期資金融資、国際為替業務なども行う点で、他の政府系金融機関との違いが鮮明である。
民営化に伴い、普通銀行に転換したかつての長期信用銀行同様、預金・融資取引において債券購入が必須要件から外れている。ただし、かつての長期信用銀行とは異なり、打切期限付きの特例で債券の発行継続を行っているわけではなく、従来どおりの発行形態となっている。

### 金融債
一般の金融機関は、預金を主な原資として業務を行うが、当金庫は法律で金融債の発行が認められており、割引商工債券（通称ワリショー）、利付商工債券（通称リッショー、リッショーワイド）を発行していた。資金量全体（9兆1149億円）のうち、債券は71.9%（6兆8219億円）を占めていた（2008年当時）。
上述のように、民営化に伴って長期信用銀行が普通銀行に転換したことに伴う期限付きの特例発行が継続されたわけではなく、従来どおりの発行形態で販売が行われてきたが、金融商品の購入に金融債の保有が絶対条件ではなくなった（この点は、普通銀行に転換したかつての長期信用銀行と同様）ことに加え、民営化後の商品の多様化に伴い、2012年12月後半債（12月27日付発行分）を以って、販売を終了することになった。

## 民営化
小泉内閣が進めた行財政改革の一環として、段階的な民営化が決められたが、2008年に始まる世界的な金融危機に直面し、政策金融機関に対する政府の関与を維持するべきであるとの見直しが行われ、修正が加えられた。ただし、簡素で効率的な政府を実現するための行政改革の推進に関する法律（平成十八年法律第四十七号）六条により「商工組合中央金庫及び日本政策投資銀行は、完全民営化するもの」とされており、同法を所管する内閣官房では定期的に同金庫に対するヒアリングを実施している。

### 概略
- 2002年12月：経済財政諮問会議、｢政策金融改革について｣を決定。
- 2005年11月：｢政策金融改革の基本方針｣を決定。
- 2005年12月：｢行政改革の重要方針｣を閣議決定。
- 2006年6月：行政改革推進法（平成18年法律第47号）成立、政策金融改革推進本部・行政改革推進本部合同会議が「政策金融改革に係る制度設計」決定。
- 2007年6月：株式会社商工組合中央金庫法（平成19年法律第74号）成立。
- 2008年10月：株式会社に改組。

### 民営化と特例措置
従来の商工組合中央金庫法は廃止され、2008年10月1日に、株式会社商工組合中央金庫法（民営化法）に基づいた、政府と既存の出資者のみが株主となる特殊会社たる「株式会社商工組合中央金庫」を発足させたうえ、おおむね5年後から7年後を目途に、徐々に政府出資の縮減を図り、最終的には完全民営化し、完全民営化後は会社法に基づく一般の株式会社となって、移行期間中のための「株式会社商工組合中央金庫法」は廃止されることとされた。

### 特別の配慮
ただし、民営化法が可決される際、衆参両院で付帯決議がなされ、当金庫の金融機能を確実に維持するために、金融行政のうえで特に配慮を行うこと、必要十分な財政措置を講じることが確認されている。また、民営化法では、当庫が買収を受けて中小企業金融分野から撤退することがないよう、法律をもって株主資格に特別の制限を付した。
なおこの一連の組織改編は、政府系金融機関の抜本再編の一角で、他にも政府系金融機関の抜本改革が同時進行中である。

### 完全民営化の見直し
2008年に始まった世界的な金融危機に対応し、商工組合中央金庫への政府関与の意義を重視する観点から、従来の政策金融機関民営化方針を見直す趣旨の改正法案が議員立法で提案され、その中で、株式会社化の5年後から7年後を目途にしていた政府保有株式の処分を、2012年4月の5年後から7年後と改め、また政府保有株式の処分の時期について2011年度末を目途に検討を加えるとする内容が盛り込まれた。
この改正法案の審議の中で、野党からの修正提案を与党が合意し、政府保有株式の処分の時期について検討するだけでなく、処分の在り方自体を検討すること、商工中金に対する政府の関与の在り方についても検討すること、その検討結果に基づく措置が講じられるまでは政府保有株式の処分を行わないこととの修正案が可決成立した。この修正案を内容とする改正法が2009年6月19日に平成21年法律第54号として公布・即日施行されたため、完全民営化は当面遠のいた。
さらに2011年5月には、東日本大震災の発生を受け、政府保有株式の処分時期を、2015年4月の5年後から7年後と再度改めた。一方で緊急対応融資について職員による不正な適用が発覚。
2023年6月、商工組合中央金庫法が改正され、公布日から2年以内に政府が保有している全ての株を売却処分するように規定された。その後、財務省は2024年4月15日に2025年3月までに全ての株を売却し、商工組合中央金庫を完全民営化させることを発表した。政府保有株の売却先は全国各地の商工会議所や商工会連合会を予定しており、2024年7月に一般競争入札を行うとしている。
同年10月11日に入札の結果が財務省より1億3556万株が落札されたことが発表された。しかし、これは政府保有株式の10億1600万株のうちの約13％であったため、これに対して10月17日の取締役会において自社での株式取得をする方向性を決議した。

## 格付け
当金庫への格付けは、次のとおりである。
| 格付け会社               | 評価対象       | 評価 | 当該評価の定義                                                                                       | 方向性･見通し |
| ------------------------ | -------------- | ---- | --- | ------------- |
| ムーディーズ             | 長期資金       | A1   | 9段階中3位。中級の上位と判断され、信用リスクが低い債務に対する格付け。                               | 安定的        |
| ムーディーズ             | 短期資金       | P-1  | 4段階中1位。短期債務の返済能力が極めて高いと判断される発行体（または信用補完提供者）に対する格付け。 | 安定的        |
| JCR 日本格付研究所       | 長期発行体格付 | AA+  | 10段階中2位。債務履行の確実性は非常に高い。                                                          | ネガティブ    |
| R&I 格付投資情報センター | 発行体格付     | AA-  | 9段階中2位。信用力は極めて高く、優れた要素がある。                                                   | 安定的        |

## 沿革
- 1936年5月：商工組合中央金庫法（昭和11年法律第14号）公布（6月施行、11月設立）。
- 1936年12月10日：営業開始。東京都千代田区丸の内（当時東京市麹町区）に本所、全国6か所に支所開設。
- 1937年3月：利付商工債券の発行を開始。
- 1940年7月：割引商工債券の発行を開始。
- 1944年5月：東京都中央区京橋（当時京橋区）へ移転。
- 1948年3月：GHQの圧力で債券発行一時中止（1950年6月再開）。
- 1972年12月：現在地へ移転。
- 1985年6月：債券総合口座を創設。
- 1994年11月：都市銀行、長期信用銀行とオンライン提携。
- 2000年：郵便貯金（現在：ゆうちょ銀行）（4月）、信託銀行（12月）とオンライン提携。
- 2007年6月：株式会社商工組合中央金庫法（平成19年法律第74号）成立。
- 2008年10月：株式会社へ改組。
- 2009年10月19日：セブン銀行とオンライン提携（片乗り入れ）。
- 2010年4月26日：インターネットバンキング・モバイルバンキングを提供開始。
- 2012年12月：金融債の新規発行を終了。
- 2016年2月22日：ローソンATM（現在はローソン銀行）及びイーネットとの直接接続開始。
- 2017年5月9日：経済産業省が書類の改ざんや不正の隠蔽を問題とし、業務改善命令を発令。
- 2018年3月23日：調査項目を聴取しないなどの手抜きが発覚したことを受け、「中小企業月次景況観測」の調査を中止。
- 2023年7月10日：法人キャッシュカード及び個人の当座預金キャッシュカードをセブン銀行での対応開始[21]。
- 2024年4月1日〜9月20日：自金庫によるATMを廃止し、このうち、一部店舗のATMをセブン銀行のものへ置き換えを実施予定[22]。
- 2025年1月6日(予定)：勘定系システムをBankVisionへリプレース[23]。セブン銀行での暗証番号変更を開始。

## 経営陣

### 歴代理事長
- 結城豊太郎（任：1936年 - 1937年） 日本興業銀行総裁。のち第15代日本銀行総裁。
- 宝来市松（任： - 1941年）日本興業銀行総裁。
- 河上弘一（任： - 1942年）日本興業銀行総裁。
- 吉阪俊蔵（任： - 1947年） 内務省社会局参与を経て就任。
- 豊田雅孝（任： - 1953年） 商工次官を経て就任。のち参議院議員。
- 村瀬直養（任： - 1958年） 商工次官を経て就任。
- 北野重雄（任： - 1967年） 群馬県知事を経て就任。
- 髙城元（任： - 1975年） 東京通産局長、日商専務理事を経て就任。のち日刊工業新聞社長･会長。
- 影山衛司（任： - 1983年） 中小企業庁長官、日商専務理事を経て就任。
- 佐々木敏（任： - 1987年） 通産省繊維雑貨局長（1971年 - 1972年）を経て就任。
- 宮本四郎（任： - 1993年） 通産省産業政策局長（1980年 - 1981年）を経て就任。
- 児玉幸治（任： - 2001年） 通産事務次官を経て就任。
- 江崎格（任： - 2008年） 通産省産業政策局長（1997年 - 1999年）を経て就任。

### 歴代社長
- 関哲夫（2008年 - 2013年）新日本製鐵副社長、同社監査役、日本郵政社外取締役を経て就任
- 杉山秀二（2013年 - 2016年）元経済産業事務次官
- 安達健祐（2016年 - 2018年）元経済産業事務次官
- 関根正裕（2018年 - ）第一勧業銀行、プリンスホテル取締役常務執行役員を経て就任

## 関連法人
- 株式会社商工中金情報システム（連結子会社）
- 商工サービス株式会社（連結子会社）
- 株式会社商工中金経済研究所（連結子会社）
- 商工中金リース株式会社（連結子会社）
- 商工中金カード株式会社（連結子会社）
- 八重洲商工株式会社（連結子会社）
- 八重洲興産株式会社（連結子会社）
- 八重洲緑関連事業協同組合

## ギャラリー

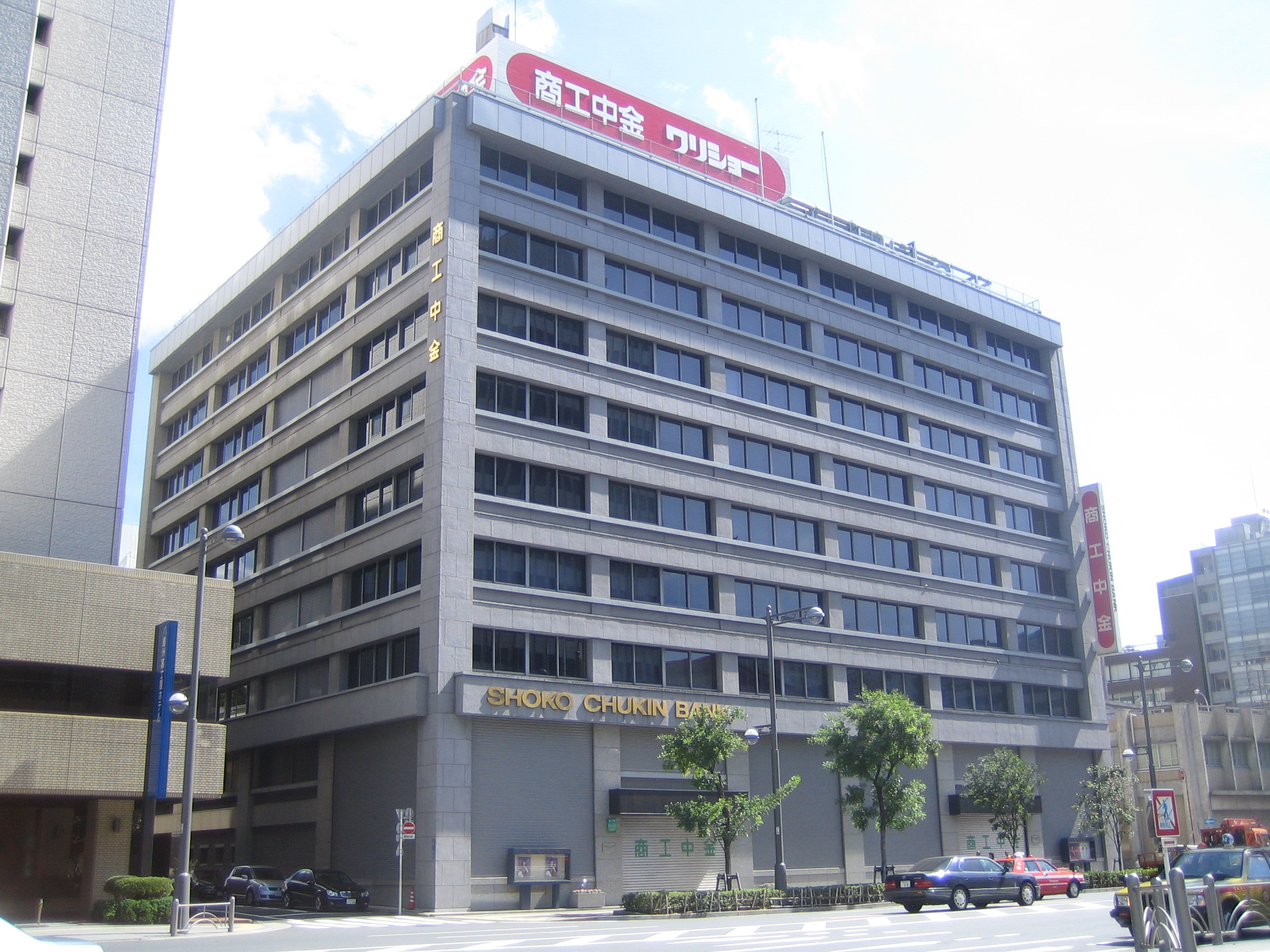
本店（民営化以前に撮影）
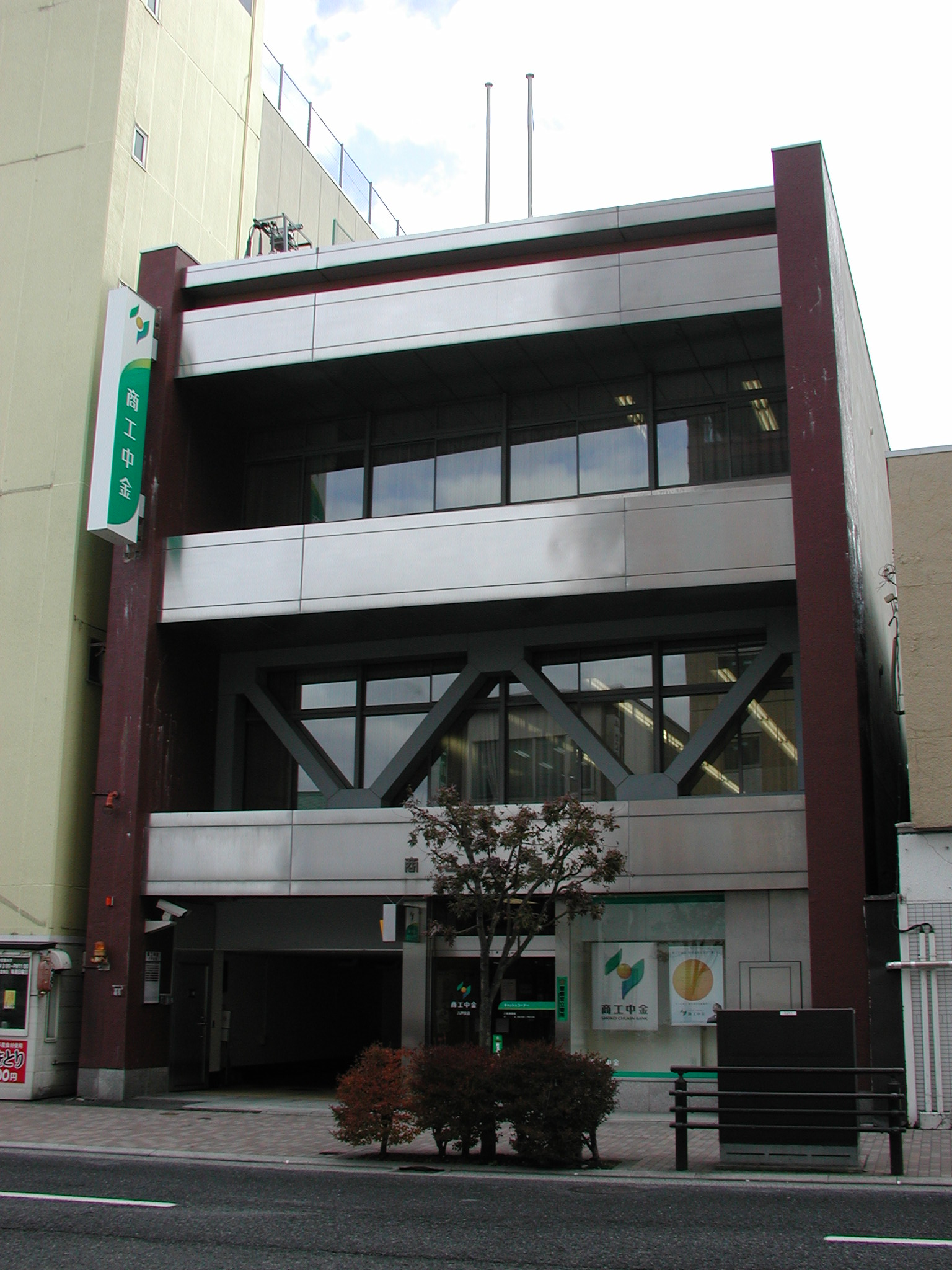
八戸支店（民営化後に撮影）
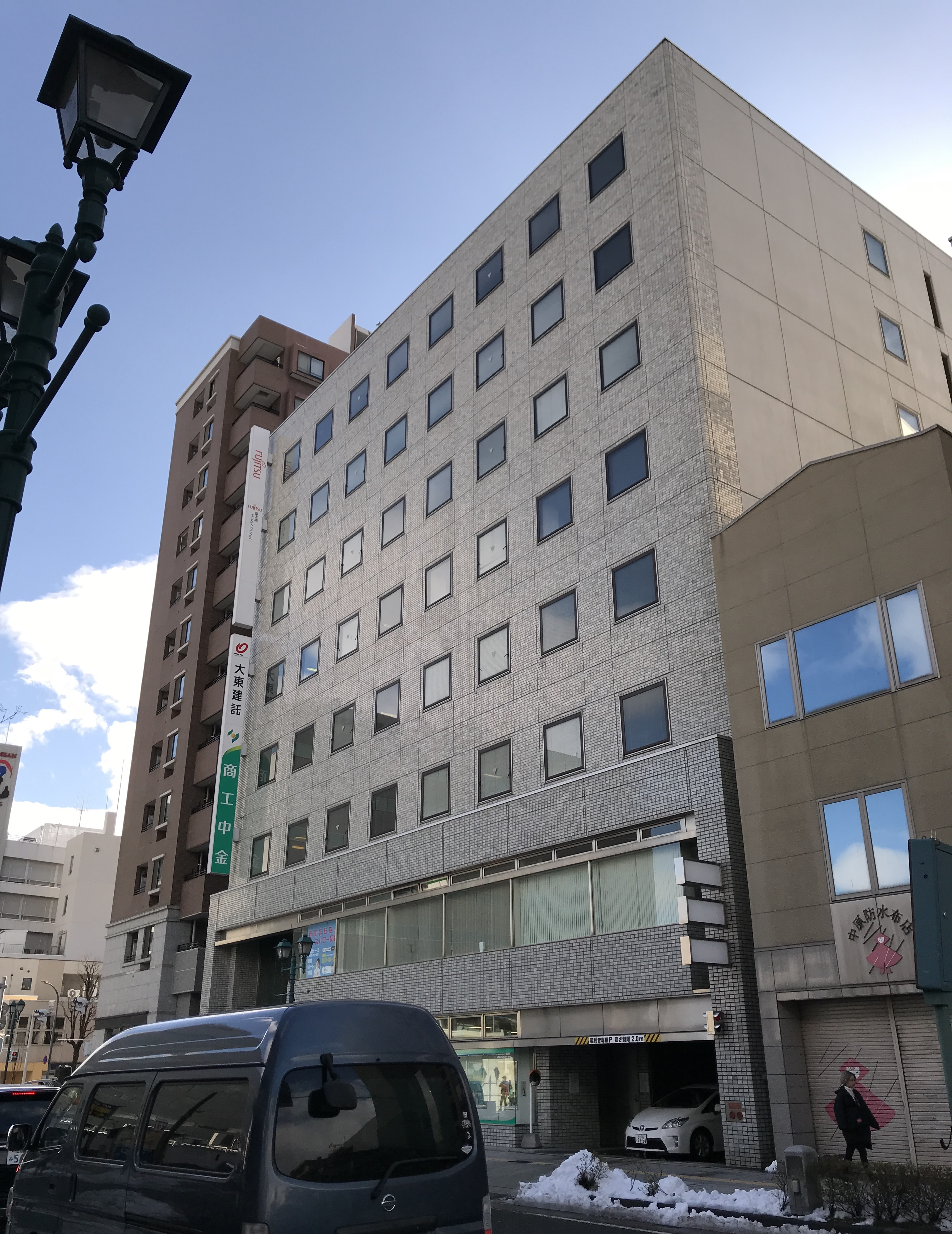
松本支店（ビル内に入居）